# 190
190（一百九十）是189與191之間的自然數。

## 數學性質
- 190是一個偶數

- 合數，正因數有1、2、5、10、19、38、95和190。
質因數分解為{\displaystyle 2\times 5\times 19}。
- 虧數，真因數和為170，虧度為20。
- 不尋常數，大於平方根的質因數為19。
- 無平方數因數的數。
- 第18個楔形數。前一個為186、下一個為195。
- 第55個十进制的哈沙德數或尼雲數，是指一個被其數位的數字之和整除的整數。前一個為180、下一個為192。
- 第100個十进制的奢侈數。前一個為188。
- 190的一個倍數都是19的倍數的10倍，190亦是19的倍數。
- 190的十六進制是BE，英文的be是動詞，BE亦可以代表多種意義看BE消歧義。
- 190是一個快樂數
- 190是一個有形數
  - 190是一個六邊形數
  - 190是一個中心九邊形數
  - 190是一個三角形數
  - 190是一個33邊形數